# النقع (الحيمة الداخلية)

تعديل مصدري - تعديل

النقع هي إحدى قرى عزلة بني النمري بمديرية الحيمة الداخلية التابعة لمحافظة صنعاء، بلغ تعداد سكانها 486 نسمة حسب تعداد اليمن لعام 2004.